# Armenochóri (Chypre)
Pour les articles homonymes, voir Armenochóri.
Armenochóri (grec moderne : Αρμενοχώρι) est un village de Chypre de plus de 218 habitants.